# Osomatsu-kun: Hachamecha Gekijō
Osomatsu-kun: Hachamecha Gekijō (яп. おそ松くん はちゃめちゃ劇場, "Nonsense Theater") — платформер от Sega, выпущенный в 1988 году для Sega Mega Drive. Единственная из 4-х вышедших в 1988 году игр для Mega Drive, которая так и не вышла за пределами Японии. Игра была основана на манге «Osomatsu-kun» Фудзио Акацука и служит рекламой аниме-адаптации, премьера которой состоялась в том же году; игроки управляли главным героем и встречали многих персонажей сериала в странном (но комичном) мире.

## Геймплей
Игрок управляет Осомацу, лидером шестерок, в общей сложности через три этапа, вооруженный только рогаткой ближнего действия. У каждого этапа есть отдельный путь, по которому игроки должны следовать, чтобы продолжить, хотя на каждом этапе есть множество разных мест, куда можно пройти. Каждый этап разделен на несколько отдельных сегментов, между которыми Осомацу перемещается различными способами, например, проходя через двери, падая в ямы, хватая воздушные шары или прыгая на золотом облаке. Чтобы сразиться с боссом каждого уровня, игрок должен найти и победить мини-босса уровня, которого изображает Чибита или Декапан, чтобы найти и победить Иями, который играет роль босса уровня. Каждый раз, когда босс или мини-босс побежден, максимальное здоровье Осомацу и дальность выстрела из рогатки увеличиваются.
Игрок может заходить в магазины, которыми управляет Тотоко, где он может покупать бонусы, используя коллекционные желтые ленты; инвентарь игрока находится на экране паузы. В магазинах также есть мини-игры, такие как игровой автомат и небольшая игра по поиску пути. Игрок начинает каждую игру с тремя жизнями и не может зарабатывать продолжения; дополнительные жизни присуждаются за сбор шести карт 1-Up. Победа над врагами может привести к тому, что из них будут случайным образом выпадать ленты, предметы для здоровья или (в редких случаях) одноразовые карты.

## Предметы

### Нормальный
- Ленты: валюта, необходимая для игры или покупки предметов в магазине Тотоко.
- Рамунэ : немного увеличивает здоровье Осомацу.
- Кекс: умеренно увеличивает здоровье Осомацу.
- Шоколадный батончик: значительно увеличивает здоровье Осомату.
- Рамен: еще больше увеличивает здоровье Осомацу.
- Кукла Тотоко: Полностью восстанавливает здоровье Осомацу.
- 1-карта (с лицом Осомацу ): сбор шести дает игроку дополнительную жизнь.

### Специальный
- Крылья: позволяют Осомацу летать на короткое время, но отключают его способность атаковать.
- Осьминог: позволяет Осомацу бегать быстрее
- Фейерверк: наносит урон любым врагам поблизости.
- Одеяние монаха: временно делает Осомацу непобедимым.
- Караши : Уничтожает всех мелких врагов на экране.
- Bone Fish: призывает маленькую кошку, чтобы помочь победить ближайших врагов.

## Прием
Игра была плохо принята из-за дизайна уровней в стиле лабиринта, неудобного управления и короткой длины. Несмотря на это, она стала настолько культовой игрой, что стала хорошей.

## использованная литература
1. 1 2 3  Osomatsu-kun: Hachamecha Gekijō Архивная копия от 13 июня 2017 на Wayback Machine at MobyGames
2. ↑  Osomatsu-kun: Hachamecha Gekijō Архивная копия от 4 марта 2016 на Wayback Machine at GameFAQs
3. ↑  Osomatu=kun: The Bizarre Story of the Mega Drive's Most Infamous Game. MD Shock. Дата обращения: 11 января 2022. Архивировано 13 января 2022 года.